# Educació en el medi obert

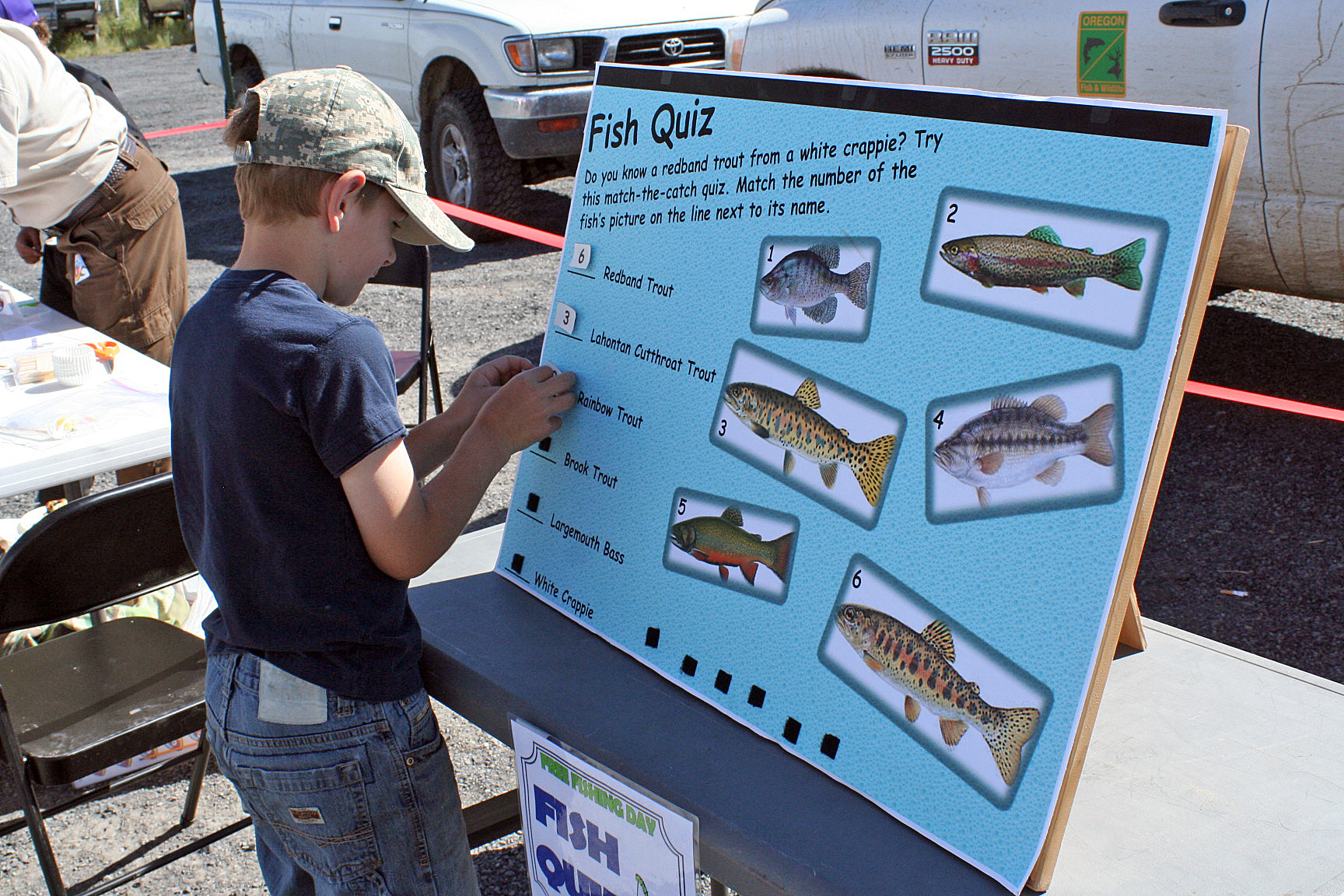
Infant aprenent sobre diferents tipus de peixos.

El medi obert fa referència als nois i noies, entre el 12 i els 18 anys, amb vides i històries escolars complexes (repeticions, abandons, retorns, expulsions, ruptures, suposats ni-nis, cercadors d'ocupació, PFI, cicles, migracions, incorporacions tardanes...), les característiques dels quals s'analitzaran més endavant, però que, gràcies a la preocupació d'avui dia per l'educació dels infants, podran viure l'experiència d'un tracte personalitzat de professionals que tenen per objectiu mirar únicament per ells.
El medi obert des del vessant de protecció, va néixer com a fruit de tot un seguit d'experiències educatives concretes que volien complementar o, fins i tot, ser alternatives a les tradicionals intervencions com l'educació formal. El seu caràcter extraordinari va fer que, sovint, fos un camp d'experimentació i naixement de continus projectes, que volien respondre a intuïcions, resoldre necessitats i problemes de diversos col·lectius. D'aquesta manera varen quedar definits molt abans els programes en medi obert que la seva fonamentació teòrica com a espai pedagògic.[4]
Aquests infants no estan en tractament sinó que han de participar en les propostes i no ens hem d'oblidar que formen part de la comunitat. S'intenta ajudar-los, esbrinar en quins entorns es dona i com arriben a aquesta situació. Per aquest motiu és important fomentar el diàleg.
Es relaciona amb l'articulació d'un seguit de recursos socials (laborals, de formació...)[1] que permetin justificar al reglament penitenciari i [2] un règim de vida quotidià en el medi social en el qual es prioritza el coneixement i la proximitat en les diferents situacions en què demanden l'atenció. Juan Luis Sevilla Bujalance diu que aquesta actuació es fa necessària quan ha existit una carència o situació de risc i es pretén erradicar totalment i eficaçment els factors que hi ha conduït.
El medi obert identifica un entorn considerat realitat de la vida de l'adolescent però s'intenta utilitzar-lo com a eina educativa. La intervenció en medi obert es defineix com l'atenció individualitzada i personalitzada a un menor, encaminada a la integració social incidint en la família i utilitzant els recursos de l'entorn social, en coordinació amb diferents institucions públiques i privades.
Els equips de medi obert tenen la finalitat d'impulsar i assolir l'execució material del contingut de determinades mesures, afavorir els processos de reinserció dels menors i joves i ajudar-los, si cal, a superar els problemes detectats en el seu entorn familiar (com relacions massa autoritàries o masclistes, com es veurà tot seguit) i que incideixen en la seva conducta. Per això poden utilitzar recursos personals, equipaments i programes propis del Departament de Justícia, o recursos aliens, depenent d'altres persones o entitats públiques. Aquests cobreixen el conjunt d'activitats organitzades que s'orienten a proporcionar mitjans de prevenció, suport personal, informació, atenció i ajut a totes les persones o famílies que, a causa de les seves necessitats de desenvolupament de la societat, siguin tributàries de l'esforç col·lectiu i solidari.
Al llarg dels anys, els infants que responen a aquest perfil, han anat obtenint més ajudes i han estat un focus de preocupació cada cop més gran a mesura que aquest col·lectiu s'ha anat fent més visible, com es pot observar en el següent punt.

## Evolució Històrica
Els factors més importants per al desenvolupament d'una societat són la cultura i l'educació, ja que aquests determinen el desenvolupament intel·lectual humà d'aquella comunitat.
Al llarg dels anys s'han produït importants transformacions en relació al concepte social de la infància, la jurisdicció de menors amb entitat pròpia i independent de la jurisdicció ordinària sorgeix a finals del segle xix. El 1899 comença a funcionar el primer tribunal de menors amb l'objectiu de treure l'infant del procediment penal ordinari i elaborar programes específics per a ells.
El 20 de novembre del 1959, es va aprovar en l'Assemblea General de Nacions Unides, la Declaració dels Drets de l'Infant, i es va firmar el 1989. Aquests fets confirmen legalment com s'ha avançat en els darrers segles i han suposat un canvi històric.
La convenció dels drets dels infants integra el compromís i recursos del govern, la comunitat empresarial i el planejat, exhaustivament i sosteniblement en polítiques, programes i activitats pel compliment dels Drets dels Infants.
Abans el concepte d'institucionalització feia referència a aquells infants que eren separats del seu medi natural pel bé de l'ordre social, pel seu propi bé i la caritat cristiana, ja que havien de protegir les persones desfavorides, però el 1822 van anar apareixent els successius codis penals que van restringir l'aplicació de la llei penal comú a determinades edats i circumstàncies. El 1919 comença a actuar el primer Tribunal Tutelar de Menors a Espanya, el qual tenia un sol objectiu: aconseguir que el menor no es convertís en un delinqüent.
El 1925 es constitueix la Comissió Directiva dels Tribunals Tutelars (per Reial Decret 20/2012, de 13 de juliol). Entre les modificacions que efectua destaquen dues:
- L'ampliació de la competència del Tribunal, dels 15 anys que marcava la Llei del 1918 als 16 anys.

- L'especialització dels càrrecs de president, vocals, secretaris, en estudis d'enjudiciament i protecció de menors.

El 1948 s'aprova un nou text legal (per Decret de 2 de Juliol) que fa una fusió dels anteriors. És en aquest moment històric quan, el primer president del Tribunal de Menors, Gabriel María de Ybarra, comença amb la idea de reeducació en el propi medi del menor. Aquest exercirà les mesures de llibertat vigilada, imposició de vigilància i semillibertat.

### Postguerra[calcitació]
En la Postguerra, es reconeixen tres tipus de dedicació de delegats:
- Delegats Professionals: delegats en cap, han de ser tècnics i especialistes en les funcions del seu càrrec.
- Delegats de vocació social i tècnics: Són mestres de primària, no són professionals, ja que no és la delegació prop dels menors l'única activitat, sinó que la comparteixen amb l'ensenyament.
- Delegats Cooperadors: no se’ls exigeix cap mena de preparació ni especialitat tècnica i ocupen càrrecs sempre gratuïts.

Els objectius de la funció del delegat són:
- No abandonar la sort de l'infant, sinó dirigir-la.
- Vigilar-ne l'assistència a l'escola.
- Incitar-lo perquè hi vagi i renyar-lo quan no hi assisteixi.
- Ser un referent per l'infant.
- Fer-li aflorar els sentiments de noblesa i de bondat i desterrar-ne tota enveja o ressentiment (valors socials positius).
- Treball dels professionals en la postguerra:
- La visita del delegat al col·legi de reforma o de protecció
- Les visites domiciliàries a la família o entrevistes amb el menor.
- El treball en equip, que implica reunions periòdiques entre delegats, i el treball coordinat amb altres professionals.[6]

### Els anys 70
El 1970 la UNESCO, declara l'Any Internacional de l'Educació, coincidint a l'Estat Espanyol amb la promulgació de la Llei Orgànica del Dret a l'Educació (LODE).
La posada en marxa de dos serveis tècnics i del fons de promoció, va pretendre vitalitzar les funcions dels delegats del tribunal i es proposava la creació sota l'alta direcció del jutge, d'un sistema tancat d'educació en medi obert. Aquests van ser gairebé insuficients per donar resposta a les necessitats creixents.

### Els anys 80 i 90[calcitació]
Després de les transferències a la Generalitat de Catalunya en matèria d'Institucions Públiques de Protecció i Tutela de Menors (Reial Decret 1291/1981 del 5 de juny) es defineix el perfil del Delegat d'Assistència al Menor (DAM). La creació oficial d'aquests professionals ha permès la intervenció en medi obert.
Durant aquests anys, es dona un procés de transformació constant en el sistema de justícia de menors a Catalunya, que permet arribar als anys 90 amb un bon nivell de qualitat i amb una part important dels serveis amb què actualment es compta.
Al llarg de l'època, doncs, es desenvolupa una concepció individualitzada, globalitzadora, responsabilitzadora i compensatòria de la intervenció amb els menors. A partir del 1981 es donaren polítiques que permetien aquests tractaments individualitzats, afavorits per les orientacions i recomanacions dels diferents organismes internacionals (Nacions Unides i el Consell d'Europa).
El tractament en medi obert, és, sens dubte, l'eix vertebrador de la nova concepció del menor com a subjecte d'uns drets i al qual s'hi ha d'exigir uns deures o unes responsabilitats segons l'estat i el grau de maduresa que presenti.
Amb la Llei Orgànica 6/1985 de l'1 de juliol del poder judicial, es posen en funcionament a Barcelona els dos primers jutjats de menors.
La desjudicialització de les situacions de desemparament i desprotecció, suposa el primer pas per a la separació entre la facultat reformadora i protectora, atribuint a l'administració civil la competència sobre els temes relacionats amb la protecció i tutela de menors.
El Decret 332/2988, de 3 de maig va significar l'assignació d'aquestes funcions al nou Departament de Benestar Social.
L'assistència educativa que presentaven els delegats d'assistència al menor mitjançant l'execució de la Vigilància Protectora per ordre judicial deixa de donar-se, i aquests tècnics s'especialitzen en la intervenció amb joves infractors.
Paral·lelament s'estan donant dos fenòmens destacables:
- La descentralització: ha significat la transferència (des del 1981 fins al 1985) a la major part de comunitats autònomes de les competències en matèria de Protecció de Menors i de Serveis Socials que inclouen el tractament de la delinqüència juvenil.

- La desinstitucionalització: el desinternament massiu ha estat el comú denominador de les incipients polítiques autonòmiques d'atenció al menor.

L'execució de les mesures judicials en el medi obert, mitjançant un servei específic, es va iniciar l'any 1982.
El 1995 entra en vigor la Llei Orgànica 10/95 (nou codi penal) i el 1996 el Departament de Justícia crea la Direcció General de Mesures Penals Alternatives i Justícia Juvenil (DGMPAJJ), per:
- Unificar l'execució de les alternatives a la presó dels menors i joves, i la dels adults.

- Gestionar els Equips d'Assessorament Tècnic als òrgans judicials de la jurisdicció penal i civil, i els Programes i Serveis d'Atenció a les Víctimes de delictes.

Finalment, l'any 2000 s'aprova la Llei Orgànica Reguladora de la Responsabilitat Penal dels Menors (5/2000).

### Actualitat
Catalunya disposa d´un model adequat i consolidat de Justícia Juvenil, desenvolupat per l'administració, el sistema judicial, els professionals i les entitats del sector que, gràcies als avenços en ciències com la psicologia i la pedagogia i les transformacions socials, s'ha pogut donar rellevància a la infància per cobrir la necessitat d'atenció als infants i protegir-los.
Aquest model s'assenta sobre les bases sòlides a partir de l'aprovació de dues lleis:
- La Llei Orgànica 5/2000 de Responsabilitat Penal dels Menors.[11]
- Llei del Parlament de Catalunya 27/2001 de Justícia Juvenil.[12]

L'objectiu d'aquestes lleis és regular les funcions que ha de complir l'Administració de la Generalitat en l'execució de les mesures, el desplegament dels programes que donen suport als processos de reinserció, i establir el règim de participació i col·laboració d´entitats públiques i privades.
Més tard s´aprova el Reglament de la Llei Orgànica 5/2000, de 12 de gener, reguladora de la responsabilitat penal dels menors, mitjançant el Reial Decret 1774/2004, de 30 de juliol. Aquest últim, estableix les regles específiques per a l'execució de determinades mesures no privatives de llibertat.
Cal tenir en compte que els infants són la pròxima generació d'ideals de llibertat i sostenibilitat. A més, són el centre de desenvolupament i la clau per l'avenç de la nació.
Finalment, es formula la Circular 1/2006, de la Direcció General de Justícia Juvenil, sobre disposicions comunes d´organització i funcionament dels equips de medi obert.

## Característiques educatives

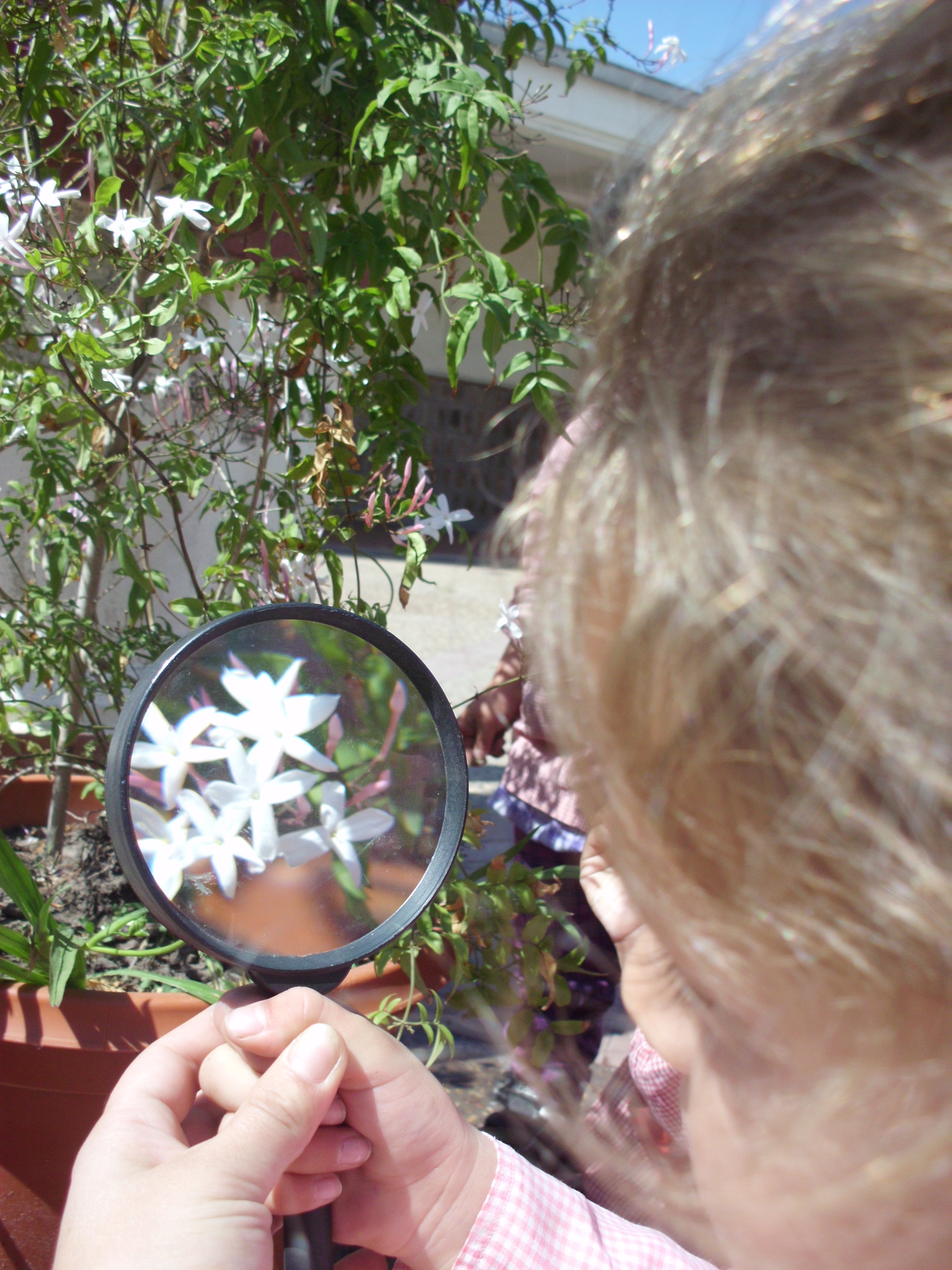
Observació de la natura amb lupa.

Un dels objectius principals del món modern és l'educació dels infants, perquè representen l'esperança del nostre futur. Hem de donar una atenció especial a la forma d'educar-los i formar-los, els adults són els responsables dels èxits o fracassos de la futura generació.
- Gestió de vida quotidiana amb un aprenentatge centrat en el procés de recolzar o establir fites i objectius, a través del reconeixement dels recursos tant interns i personals de I'individu, com externs que la vida i I'entorn ofereix.

- Relacions educatives establertes en el microsistema i en el mesosistema.
- La incidència de la tasca educativa ha de tenir un reflex en la socialització general, que ha de generar impacte en l'àmbit de les mentalitats i que pot esdevenir pràctica social.
- Emergent de contradiccions socials fruit del treball amb població en risc en el seu propi medi que s'han de resoldre des dels diversos espais i en els quals, tant els subjectes com la resta de la comunitat, formen part tant de la definició del problema com de la resolució d'aquest.
- Integra concepcions de pedagogia social en contemplar, dins la seva intervenció, la formació i posicionament social deis individus, i de pedagogia comunitària en posar en relació el subjecte amb el seu medi ambient social.
- Està compresa en I'àmbit pedagògic de I'educació no formal i no escolar, entesa també com a educació complementària a la instrucció. Tot això ho fa mantenint una hegemonia de la tecnologia educativa centrada en la paraula, a més d'altres de base documental. L'estudi i el coneixement de persones i grups abans de la fase de contacte resulta important per establir una empatia positiva a través del punt de contacte dels seus centres d'interès. Esdevé agent de connexió.
- Necessitat d'una veritable mediació social entre les institucions socials en sentit ampli, i les situacions d'exclusió, marginació o diferencia, creant ponts de comunicació i dinàmiques de participació. Constitueix un veritable espai de frontera que permet I'actuació amb qualsevol grup d'edat.
- El medi obert és, de moment, un plantejament d'intervenció socioeducativa.

## Característiques dels infants
La població destinatària d'aquest tipus d'intervenció es caracteritza per tenir factors de risc, sobretot els referits a menors, derivant en situacions de dificultat i conflictivitat familiar i/o social. Provenen de la distorsió que es produeixen en els diferents agents socialitzadors, com són la família, l'escola, els grups d'iguals, que, juntament amb determinades característiques personals, poden condicionar l'adequat procés de socialització.
L'apoderament personal i social, la participació social i el foment de la capacitat semblen necessaris per enfortir els factors protectors que tenen un paper important en la prevenció de l'abús de substàncies entre els nens.
Alguns dels factors de risc més determinants:
Família:
- Absència de límits.
- Sobreprotecció.
- Falta de reconeixement del fill/a.
- Relacions autoritàries i masclistes.
- Distància afectiva.
- Dificultats de comunicació.

Escola: mentre que el vincle entre l'assoliment educatiu, la salut i el benestar futurs s'estén bé, hi ha un impacte de diferents formes de maltractament infantil en la realització de la secundària. Trobem la relació de cinc categories (abús físic, emocional, sexual, abandonament físic i emocional) dins d'aquestes trobem diferents característiques que són:
- Discriminació racial i actituds xenòfobes.
- Percepció de fracàs personal.
- Absència de motivació acadèmica.
- Insatisfacció escolar.
- Distància de les normes escolars.
- Manca d'integració social.
- Actituds negatives cap a la institució.
- Tràfic i consum de drogues.

Grup d'iguals:
- Cerca d'un grup-refugi al qual s'adapta totalment.
- Vulnerabilitat a la pressió de grup.
- Absències d'alternatives d'oci juvenil.

Característiques individuals:
- Autoconcepte negatiu.
- Baixa autoestima.
- Deficient autocontrol.
- Incapacitat per resoldre conflictes i manejar situacions. Absència d'ètica moral autònoma.
- Rebuig de les normes socials.
- Problemes d'interrelació personal i social.

L'aparició d'aquests factors de risc i la desatenció d'infants i adolescents pot precipitar situacions de conflicte social, com l'absentisme escolar, Conductes violentes i delictives, aïllament social i emocional, apatia, addicions, pertinença a grups organitzats de delinqüència o violència. Un factor causant podria ser el divorci i l'absentisme del pare.
Les famílies i els fills i files dels reclusos poden experimentar múltiples dificultats després de l'empresonament dels pares, inclosa la separació traumàtica, la solitud, l'estigma, cura infantil inestable, pares forçats, ingressos reduïts i mudances de la llar, l'escola i el veïnat. Els nens/es viuen un gran estrès abans de l'empresonament dels pares. Els infants poden arribar a patir uns greus canvis de comportament (antisocial, problemes de salut mental, consum de drogues i rendiment educatiu).
Les drogues urbanes s'han identificat com a entorns de risc importants que configuren la salut de la joventut arrelada al carrer. Es necessiten nous coneixements per informar les intervencions de política i programació per ajudar a reduir la implicació dels joves en l'escena de la droga i els riscos relacionats amb la salut.

## Mesures judicials

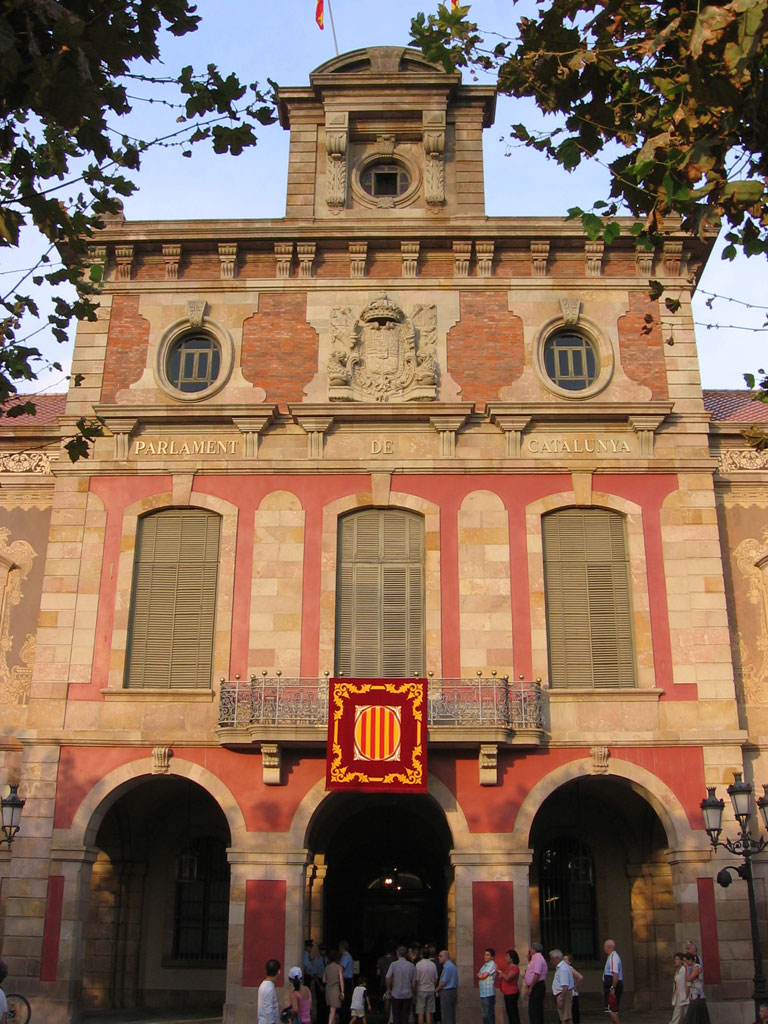
Parlament de Catalunya

Les mesures judicials en medi obert són les mesures previstes a la Llei orgànica 5/2000, de 12 de gener, de responsabilitat penal del menor que no impliquen la privació de llibertat del jove o menor. S'executen en l'entorn social i familiar dels menors i joves, fet que permet fer un seguiment del seu procés de socialització, continuar i/o millorar els vincles de les relacions existents i treballar per assolir els objectius següents:
- La integració del menor o jove i la participació de la comunitat en la resolució del conflicte.
- Garantir l'atenció al menor o jove en els àmbits de salut, educació, lleure i inserció laboral.
- El suport al procés d’inserció social.
- La implicació de la comunitat, mitjançant acords i convenis de col·laboració amb altres departaments, ajuntaments, consells comarcals i entitats del sector associatiu.

## Codi deontològic
Trobem diferents entitats col·laboradores com ASAUPAM (Associació d'Intervenció Comunitària de Drogues) o la ONG sense ànim de lucre. La seva intervenció es realitza en l'àmbit comunitari de les drogodependències.
ASAUPAM aposta pel disseny de programes i per la intervenció conjunta entre les administracions públiques, les organitzacions de la comunitat i la ciutadania tinguin problemes o no amb les drogues.
També trobem Friendly Movement, que és un moviment de l'UNICEF en l'àmbit nacional, que engloba a les famílies, comunitats, governs locals i nacionals i el sector privat. Aquest moviment té com a objectiu definir i supervisar la comunitat, les escoles, instal·lacions de salut, llocs de treball, comunitat religioses i districtes.

## Marc normatiu
Les Nacions Unides i el Consell d'Europa s'encarreguen de crear els principis que formaran les legislacions estatals de la justícia juvenil, com a document important en aquest àmbit consta la convenció de les nacions unides sobre els drets dels infants, el 20 de novembre de 1989.
Aquests principis estant recollits en la vigent Llei orgànica 5/2000, de 12 de gener, reguladora de la responsabilitat penal dels menors, en el Reglament que la desplega (Reial decret 1774/2004, de 30 de juliol) i en la Llei 27/2001, de 31 de desembre, de justícia juvenil, aprovada pel Parlament de Catalunya. Totes tres normes configuren la base legal fonamental de l'actual sistema penal juvenil a Catalunya.
En el cas de l'Àrea de Medi Obert, la Circular 1/2006 seria la més important, però hi ha també instruccions i protocols que estableixen pautes per als processos de coordinació entre serveis o d'aplicació d'eines tècniques.
Finalment, hi ha altra normativa addicional, no específica de l'àmbit de la justícia juvenil, que regula altres aspectes que també afecten la tasca de medi obert, com, per exemple, la de protecció de dades.
Legislació i normativa estatal:
1. Llei orgànica 5/2000, de 12 de gener, reguladora de la responsabilitat penal dels Menors. Els principis generals que van guiar-ne la redacció van ser els següents:
- El reconeixement del menor durant el procediment i durant l'execució de les mesures.
- L'establiment de dues franges d'edat diferents, la de 14-15 anys i la de 16-17 anys, a l'efecte de graduar la gravetat i la intensitat de les mesures.
- La flexibilitat en l'adopció i l'execució de les mesures, d'acord amb la gravetat dels fets i amb les circumstàncies personals i socials del menor.
- La prevalença del superior interès del menor durant el procediment i a l'hora d'establir i executar les mesures.
- La protecció dels interessos de les víctimes i dels perjudicats.
- La competència de les comunitats autònomes per a l'execució de les mesures.
- El control judicial de l'actuació de l'Administració durant l'execució de les mesures dels menors, en relació amb els delictes.

2. Reial Decret 1774/2004, de 30 de juliol, pel qual s'aprova el reglament de la Llei orgànica 5/2000, de 12 de gener.
El Reglament aborda tres matèries concretes: 
- L'actuació de la policia judicial i de l'equip tècnic.
- L'execució de les mesures cautelars i definitives.
- El règim disciplinari del centre.

Legislació i normativa autonòmica:
1. Llei 27/2001, de 31 de desembre, de justícia juvenil d'aplicació a Catalunya.
La finalitat bàsica d'aquesta Llei és promoure i regular les eines per aconseguir la integració i reinserció social dels menors i els joves als quals s'aplica, mitjançant l'articulació de programes i d'actuacions que han de tenir un caràcter fonamentalment educatiu i respectant plenament els seus drets. Ara bé, també estableix que els programes d'intervenció educativa en l'àmbit dels menors i joves infractors tenen una característica singular, ja que es duen a terme en un context d'execució penal.
La Llei es dicta per:
- Regular les funcions que ha de complir l'Administració de la Generalitat en l'execució de les mesures adoptades pels jutges i els tribunals.
- Regular les funcions de l'Administració de la Generalitat en els programes destinats a donar suport als processos de reinserció de les persones que estan dins de l'àmbit d'aplicació de la Llei.
- Establir el règim de participació i de col·laboració de les entitats públiques en l'exercici de les funcions de la Llei.
- Establir la participació i la col·laboració d'entitats privades en les funcions de tutela pública i coordinació.

Competències de la Generalitat en matèria de justícia juvenil:
- Dirigir, organitzar i gestionar els equips tècnics que han d'atendre a les funcions d'assessorament tècnic i de mediació d'acord amb les necessitats de les fiscalies i els jutjats de menors
- Elaborar i aplicar programes destinats a donar suport als processos individuals de reinserció per als joves que hagin complert les mesures acordades pels jutjats de menors.
- Assumir les funcions de supervisió i coordinació general de totes les institucions públiques o privades.
- Investigar sobre la delinqüència i inadaptació social juvenil i divulgar els estudis resultants.

Principis rectors d'actuació de les administracions:
- El respecte al lliure desenvolupament de la personalitat, i també als senyals d'identitat propis i les característiques individuals i col·lectives.
- La informació sobre els seus drets i l'assistència necessària per poder exercir-los.
- Importància de l'interès superior dels menors d'edat sobre qualsevol altre interès concurrent.
- L'adequació de les actuacions a l'edat, psicologia, personalitat i circumstàncies personals i socials dels menors i dels joves.
- L'aplicació de programes educatius, promotors i no repressius, que fomentin el sentit de la responsabilitat, el respecte dels drets i la llibertat dels altres.
- La prioritat dels programes d'actuació en l'entorn familiar i social propi, sempre que no sigui perjudicial per als interessos dels menors i els joves.
- La col·laboració i la responsabilització dels pares, els tutors o els representants legals en les actuacions administratives, i la subsidiarietat d'aquestes actuacions respecte de les funcions del pare i de la mare, quan s'intervingui en relació amb persones menors d'edat.
- El caràcter col·legiat i interdisciplinari en la presa de decisions que afecten, o poden afectar, l'esfera personal, familiar o social dels menors i els joves.
- La confidencialitat, la reserva oportuna i l'absència d'ingerències innecessàries, en les actuacions professionals que es duguin a terme a coordinació de les actuacions i la col·laboració amb altres òrgans de la mateixa administració.
- La promoció de la solidaritat i la sensibilitat social envers els menors i els joves.

2. Circular 1/2006 de la Direcció General de Justícia Juvenil, sobre disposicions comunes d'organització i funcionament dels equips de medi obert en les necessitats d'unificar els criteris d'aplicació per part dels equips de medi obert de Justícia Juvenil de Catalunya i els professionals que els integren. Per tot això es va dictar la Circular 1/2006, de 12 de gener de la Direcció General de Justícia Juvenil, sobre disposicions comunes d'organització i funcionament dels equips de medi obert, que és d'aplicació als equips de medi obert de Catalunya que treballen en l'àmbit de la justícia juvenil.

## Eixos estratègics
Els eixos estratègics són els següents:
- Tècnics i professionals han d'estar especialitzats en el coneixement, desenvolupament i aplicació d'eines, materials metodològics i programes d'intervenció.
- Totes les intervencions han de tenir un contingut de caràcter educatiu.
- Responsabilització del jove envers la societat i les seves normes i viceversa.
- Intervenció individualitzada.
- Intervenció en l'entorn familiar i social del jove: promoure i potenciar la capacitat socialitzadora de la família i de l'entorn.
- Avaluació: cal mesurar l'efectivitat de les intervencions per generar coneixement sobre els factors de risc. Seleccionar els recursos necessaris a cadascuna de les intervencions.
- Gestió del risc: valorar el risc de conductes delictives en els joves i regular-ne la intensitat.
- Transitorietat: s'han d'ajustar els plans d'intervenció[26] i les característiques de cada mesura obligada.
- Territorialitat i treball amb la comunitat: accions de proximitat en connexió i cooperació amb els recursos i les institucions del territori, i amb la comunitat.
- Diversificació: garantir l'aplicació de totes les mesures de la Llei orgànica reguladora de la responsabilitat penal dels menors (LORPM)[22][27] i la possibilitat d'ajustar-les en funció de les circumstàncies de cada jove.
- Marc Organitzatiu i Funcional.[28]

## Equip professional
Treballar l'acompanyament en medi obert significa sempre treballar per aconseguir una escola menys hostil, més pròxima al món dels adolescents.
Es va proposar compartir, des del territori, experiències i propostes de treball d'aquest tipus:
- Negociar el sentit escolar del qual s'aprèn fora de l'escola o el lloc vital del qual aprenen a l'escola. Desenvolupar els recursos i propostes del territori que fan sortir l'IES de les aules.
- Estimular la consolidació de recursos d'aprenentatge no acadèmics en el territori.
- Potenciar l'aprenentatge com a tasca de grup (experiència compartida entre adolescents).
- Donar rellevància a aprendre sent útil a uns altres (Aprenentatge Servei), aplicant allò aprés a la comunitat.

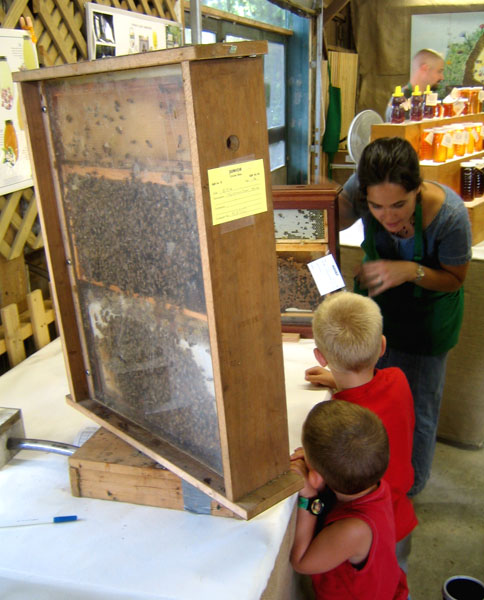
Mestra ensenyant els infants d'on surt la mel.

### Competències dels professionals
L'estratègia principal de l'educador és establir un vincle d'amistat amb l'infant, ja que aquesta és un mutualisme simbòlic que és construïda per la sinceritat.
Les competències dels professionals que treballen a l'Àrea de Medi Obert són:
- Anàlisi: per a l'hora de valorar, planificar, prendre decisions amb una àmplia perspectiva.
- Relació: capacitat de dialogar, comprendre, emfatitzar amb els del teu entorn i marcar límits als més joves.
- Gestió de les emocions: poder gestionar les emocions a partir de diferents treballs en un context canviant i conflictiu. Es treballa l'autocontrol, la resiliència, la frustració i l'estrès.
- Coneixement i dinamització del territori: impulsa mètodes inclusius, amb creativitat i innovació.
- Treball en equip i en xarxa: els professionals han de ser cooperatius, mantenir una disciplina i implicació, sentit autocrític i compromís ètic.
- Institucional: assumpció i aplicació de directrius tècniques comunes.

### Composició i funcionament dels equips
Partint de la definició de Wilson de qualitat de l'acció dels educadors i educadores: consisteix a "planificar, proporcionar i avaluar el currículum òptim per a cada educand, en el context d'una diversitat d'individus que aprenen".
Les funcions de tots els professionals, els criteris d'organització i funcionament dels equips estan recollits a la Circular 1/2006 de medi obert.
Els equips de medi obert es componen dels següents professionals:
- Coordinador de l'equip: és el superior jeràrquic dels tècnics de medi obert, responsable del suport a la intervenció dels tècnics de l'equip de medi obert i del control i tasques encomanades. Per tant, és una figura de direcció, dinamització i facilitació.

- Tècnic de medi obert: fa el seguiment d'un menor o jove en el seu entorn natural, amb una doble funció, d'una banda, la intervenció socioeducativa i, de l'altra, el control de l'execució de la mesura que li ha imposat el jutjat de menors. Han de planificar i registrar la seva intervenció de manera que la resta de professionals de la Direcció General hi puguin accedir. Totes les actuacions dels tècnics de medi obert han d'ajustar-se a allò que disposa la Llei de protecció de dades[31]de caràcter personal.

- Psicòlegs i personal administratiu de l'equip.

### Actuacions professionals
Les actuacions dels professionals depenen de la mesura imposada, de les característiques del jove i dels recursos disponibles. Amb habilitats adequades per a un treball decent que segons la UNESCO per al 2030 augmenti substancialment el número de joves que tenen les competències necessàries, en particular tècniques i professionals, per accedir al treball decent i l'emprendiment.
Els objectius comuns són reduir la reincidència, assolir la inserció social i responsabilitzar el menor o jove de la mateixa conducta i les seves conseqüències.
Hi ha uns criteris metodològics comuns que, a banda dels eixos estratègics, són els següents: 
- Coordinació amb altres equips d'intervenció i assessorament tècnic de la Direcció General d'Execució Penal en la Comunitat i de Justícia Juvenil (DGEPCJJ).
- Coordinació i col·laboració amb les instàncies judicials.
- Els recursos normalitzats i especialitzats de la xarxa comunitària són d'utilització preferent.

## Primer contacte
A partir del primer contacte dels nois/es amb els/les educadors/es es genera el diàleg pedagògic. Aquest contacte quotidià permet fer avançar la relació educadors/es-nois/es: aquests comencen a acceptar a I'educador/a com un element més dins del seu entorn fins que, amb el temps, la seva relació es consolida o, en altres paraules, es forma un vincle estable entre els dos.
És important difondre el coneixement i la pràctica de la democràcia com a forma de govern i convivència que permet a tots participar en la presa de decisions al millorament de la societat.
Promoure el valor de la justícia, de l'observació de la llei i de la igualtat dels individus, la inclusió i la no discriminació, la pau i la no-violència.

### Programes socials d'infància i adolescència[calcitació]
En algunes circumstàncies els infants pateixen condicions de vida de desprotecció i maltractament.
L'Administració pública està obligada a actuar per tal de respectar i exercir els drets dels infants i adolescents. La DGAIA (Direcció General d'Atenció a la Infància i l'Adolescència) promou el benestar dels menors amb alt risc de marginació social, a fi de contribuir al seu desenvolupament personal. També exerceix la protecció i la tutela dels menors desemparats i és responsable de la seva guarda en els supòsits que estableixen les lleis.
Els EAIA (Equips d'Atenció a la Infància i l'Adolescència) valoren la situació del menor i les famílies, elaboren propostes que vagin en benefici del menor i de fer un seguiment de l'aplicació de les mesures acordades en coordinació amb la resta de professionals que poden intervenir en el cas (serveis socials municipals, cossos de seguretat, educadors, mestres, etc.). Aquests professionals donen suport psicosocial a la família dels infants.
Recursos de protecció del menor:
- CRAE (Centre Residencial d'Acció Educativa).[38] L'acolliment en una institució consisteix a ingressar el/la menor en un centre adequat a les seves característiques amb la finalitat que rebi l'atenció i educació necessària. S'arriba a aquest recurs quan es preveu que el desemparament o la necessitat de separació de la pròpia família seran transitòries, o bé, quan no ha estat possible l'acolliment per part d'una persona o d'una família.
- Centre d'acolliment.[39] És un servei residencial, propi o col·laborador de la DGAIA, format per un equip tècnic pluridisciplinari (metges, psicòlegs i assistents socials). El seu objectiu és fer l'observació i el diagnòstic de la situació del menor i de les seves famílies per poder elaborar la proposta de mesura que els correspon. En aquest centre només es deriven infants que necessitin atenció immediata i que cal separar del nucli familiar.
- Centre obert. Destinat a la prevenció i a l'atenció del menor en risc fora de l'horari escolar. El seu objectiu és l'estructuració de la personalitat, l'adquisició d'aprenentatges bàsics i l'atenció de mancances socioeducatives. Aquest recurs depèn dels consells comarcals, dels ens locals o d'entitats privades d'iniciativa social.
- Famílies d'acolliment[40]. Els menors tutelats poden viure en aquestes famílies per tal de fer possible el desenvolupament integral dels infants i adolescents en unes bones condicions de vida, tant econòmiques com afectives.

Per als adolescents que han estat tutelats per la DGAIA i arriben a la majoria d'edat, s'estableixen una sèrie de mesures per afavorir la reinserció social i laboral d'aquests:
- Pisos assistits. És un recurs per als joves extutelats majors d'edats que no compten amb mitjans propis ni amb un mínim de garanties per assolir l'autonomia personal. Aquest recurs s'ofereix també a menors de 16 a 18 anys tutelats per la DGAIA en circumstàncies determinades.
- Programa d'inserció sociolaboral. Inclou formació prelaboral, laboral i específica, suport en el vessant d'inserció social i experiències laborals en empreses.